# Beuveille-Doncourt
Ancienne commune de Meurthe-et-Moselle, la commune de Beuveille-Doncourt a existé de 1811 à 1936. Elle a été créée en 1811 par la fusion des communes de Beuveille et de Doncourt-lès-Longuyon. En 1936 elle a été supprimée et les deux communes constituantes ont été rétablies.